# Filmåret 1916

## Händelser
- Annette Kellerman utförde den första nakenscenen i filmhistorien.

## Årets filmer

### A - G
- Aktiebolaget Hälsans gåva
- Balettprimadonnan
- The battle of the Somme
- Bengts nya kärlek eller Var är barnet?
- Brandsoldaten
- Brandsoldaten (amerikansk film)
- Butikschefen
- Calle som miljonär
- Calles nya kläder
- Chaplin på rullskridskor
- Cirkus Fjollinski
- De pigorna, de pigorna!
- Den fatala konserten i Cirkus Fjollinski
- Det flammande svärdet
- Dödskyssen
- Enslingens hustru
- Fången på Karlstens fästning[1]
- Guldspindeln

### H - N
- Havsgamar
- Hennes kungliga höghet
- Hon segrade
- Högsta vinsten
- I elfte timmen
- I minnenas band
- Intolerance
- Kampen om hans hjärta
- Kapten Grogg i ballong
- Kapten Groggs underbara resa
- Komisk entré av Pelle Jöns i Cirkus Fjollinsk
- Kärlek och journalistik
- Kärleken segrar
- Kärlekens irrfärder
- Lilla Kalles dröm om sin snögubbe
- Lyckonålen
- Millers dokument
- Ministerpresidenten
- Mor Katrinas Halmstadsbesök eller Storstadens frestelser
- Mäster Tricks äventyr
- Nattens barn

### O - U
- Politik och brott
- På detta numera vanliga sätt
- The Serpent
- Skepp som mötas
- Svartsjukans följder
- Svärmor på vift eller Förbjudna vägar
- Therèse
- Trägen vinner eller Calle som skådespelare
- Ur en foxterriers dagbok

### V - Ö
- Vingarne
- Vägen utför
- Ålderdom och dårskap

## Födda
- 2 januari – Ingemar Holde, svensk skådespelare.
- 3 januari – Kerstin Berger, svensk skådespelare.
- 11 januari – Bernard Blier, fransk skådespelare.
- 14 januari – Claes Thelander, svensk skådespelare.
- 5 april – Gregory Peck, amerikansk skådespelare.
- 7 april – Anders Ek, svensk skådespelare.
- 13 april – Karin Lannby, svensk skådespelare.
- 28 april – Rune Lindström, svensk manusförfattare och skådespelare.
- 12 juni – Ulla Isaksson, svensk författare och manusförfattare.
- 28 juni – Olle Björklund, svensk skådespelare och TV-reporter.
- 11 juli – George Fant, svensk skådespelare.
- 30 juli – Sven Björkman, svensk skådespelare, författare, kåsör, manusförfattare, kompositör, sångtextförfattare.
- 7 augusti – Majken Torkeli, svensk skådespelare och författare.
- 24 augusti – Gunnar "Knas" Lindkvist, svensk skådespelare och revyartist.
- 25 augusti – Van Johnson, amerikansk skådespelare.
- 18 september – Sylva Åkesson, svensk skådespelare.
- 21 september – Marianne Aminoff, svensk skådespelare.
- 24 september – Anne-Marie Brunius, svensk skådespelare.
- 3 oktober – Knut Wigert, norsk skådespelare.
- 4 oktober – George Sidney, amerikansk filmregissör och filmproducent.
- 27 november – John Padovano, amerikansk skådespelare och filmproducent.
- 5 december – Agneta Prytz, svensk skådespelare och dansare.
- 9 december – Kirk Douglas, amerikansk skådespelare.
- 16 december – Birgitta Valberg, svensk skådespelare.
- 18 december – Betty Grable, amerikansk skådespelare.
- 30 december – Georg Årlin, svensk skådespelare och regissör.

## Avlidna
- 17 januari – Arthur V. Johnson, 39, amerikansk skådespelare och regissör.
- 9 september – Sydney Ayres, 37, amerikansk skådespelare, regissör och manusförfattare.

### Webbkällor
- Svensk Filmdatabas – Filmer med premiär 1916

### Fotnoter
1. ↑  IMDB, läst 29 februari 2012